# Ӄ̆
Ӄ̆ (minuskule ӄ̆) je již běžně nepoužívané písmeno cyrilice, v minulosti bylo používáno v abcházštině. V poslední variantě abchazské azbuky mu odpovídá spřežka Қь.
Písmeno bylo zavedeno komisí pro překlady jako náhrada za do té doby používanou spřežku Қј v psané variantě, resp. spřežku К̓ј v tištěné variantě abchazské azbuky. V latinské abecedě N. J. Marra písmenu Ӄ̆ odpovídalo písmeno q ̩, v abecedě N. F. Jakovleva písmenu Ӄ̆ odpovídala spřežka kı, v době, kdy byla abcházština zapisována gruzínským písmem, písmenu Ӄ̆ odpovídala spřežka ქჲ, . Od znovuzavedení zápisu abcházštiny cyrilicí je místo písmena Ӄ̆ používána spřežka Қь.